# قرنبى مخملي
قرنبى مخملي (الاسم العلمي:Cerambyx velutinus) هو نوع من الحشرات يتبع جنس القرنبى من فصيلة الخنافس الطويلة القرون.